# Pihalni orkester Kapele
Pihalni orkester Kapele je bil ustanovljen leta 1850 in spada med najstarejše orkestre v Sloveniji. 
Godbo so ustanovili bivši vojaški godbeniki. Ko je leta 1987 prevzel dirigentsko palico Franc Arh, je godba pričela z udeležbo na tekmovanjih. Do sedaj je orkester gostoval v Italiji, Nemčiji, na Češkem, Madžarskem, Hrvaškem in Makedoniji. Vsako leto izvedejo eno gostovanje v tujini ter osrednjo prireditev pod šotorom s povabilom godb iz Slovenije in tujine, kjer so že večkrat gostovale godbe iz Hrvaške (Rozga, Lovran), Madžarske (Budimpešta), zamejska godba iz Italije (Prosek), Nemčije (Obergunsburg).
Posneli so tri glasbene kasete in več oddaj za lokalne in osrednje medijske hiše. Igrali so na večjih slovenskih prireditvah: Pivo in cvetje v Laškem, Šuštarska nedelja v Tržiču, Praznik češenj v Brdih, Vinska vigred v Metliki, itd. Na tekmovanjih v okviru Zveze slovenskih godb so od leta 2003 uvrščeni v I. težavnostno skupino, kar so leta 2008 v Laškem na tekmovanju potrdili z zlato plaketo. Septembra 2008 so se vrnili tudi z zlatim odličjem iz madžarskega kraja Mor, kjer so tekmovali z orkestri iz Slovaške, Madžarske, Poljske, Grčije in Slovenije. Orkester šteje 56 članov. Z lastnimi sredstvi so si uredili klimatiziran vadbeni prostor v Kapelah, v izmeri 200 m2, tako da imajo dobre vadbene pogoje.

## Nagrade in priznanja
- 1970 - Oktobrska nagrada občine Brežice: (1978 Stanič Jože, 2009 Arh Franc),
- 1971 - Red zaslug za narod s srebrno zvezdo,
- 1990 - Gasilsko odlikovanje III. stopnje,
- 1991 - Gallusova listina,
- 1995 - Priznanje CISM - svetovno združenje pihalnih orkestrov (Urek Andrej in Hotko Slavko sta prejela priznanje CISM),
- 2009 - Zlato odličje ZKD Brežice.